# Chaograptis crystallodes
Chaograptis crystallodes is een vlinder uit de familie van de uilen (Noctuidae). De wetenschappelijke naam van deze soort is voor het eerst voorgesteld door Edward Meyrick in een publicatie uit 1902.
De soort komt voor in Australië.